# Mezeny (folyó)
A Mezeny (oroszul: Мезень) folyó Oroszország európai részén, Komiföldön és az Arhangelszki területen. A Fehér-tengerbe torkolló leghosszabb folyó.

## Földrajz
Hossza: 966 km, vízgyűjtő területe: 78 000 km², évi közepes vízhozama: 886 m³/sec.
A Tyiman-hátság nyugati oldalán elterülő mocsarakban ered. Komiföld nyugati részén folyik előbb dél, majd észak felé. Az éppen ellenkező irányból érkező Mezenyi Pizsmával egyesülve, már az Arhangelszki területen északnyugat felé folytatja útját és Mezeny város mellett ömlik a Fehér-tenger Mezenyi-öblébe.
Felső folyásán viszonylag magas, sziklás partok között halad, lejjebb medre erősen kanyarog, sok a zátony és a zúgó. Középső folyásán a Tyiman-hátság egyik nyúlványa állja útját, ezt egy kb. 500 km hosszú kanyarulattal kerüli meg. Alsó folyását legnagyobb mellékvize, a Vaska beömlésétől számítják; itt általában sík vidéken folyik, medre kiszélesedik. Torkolatánál a dagály visszaduzzasztó hatása a folyón fölfelé 64 km-ig érvényesül. Vízgyűjtő területének kb. 80%-át erdő borítja.
Árvize tavasszal, május-júniusban van, és a nyári, őszi esők is áradást okoznak. Október végén, november közepén befagy, a jégzajlás április végén, május elején kezdődik. A Vaska torkolatáig (201 km) hajózható, bővíz idején jóval följebb is.

## Nagyobb mellékfolyói
- jobbról: a Mezenyi Pizsma (236 km), a Szula (221 km), a Kima (219 km) és a Pjoza (363 km)
- balról: az Irva (174 km), a Nagy-Loptyuga (160 km), a Pissza (164 km) és a Vaska (605 km).

## Települések
A folyó zord éghajlatú, ritkán lakott, a fő közlekedési utaktól távol eső vidéken folyik. Partjain a legnagyobb települések
- Komiföldön: Koszlan és Uszogorszk,
- az Arhangelszki területen: a Vaska beömlésénél Lesukonszkoje falu, járási székhely; a torkolatnál a bal parton Mezeny, amely a Mezenyi-öböl túlsó partján fekvő Kamenkával együtt tengeri kikötő.

Felső szakaszának és ottani mellékfolyóinak körzetét 1984-ben természetvédelmi területté nyilvánították (zakaznyik „Udorszkij”, 242 000 ha).